# Jordi Viñas Xifra
Jordi Viñas i Xifra (Salt, 27 de gener de 1973) és un polític català, que el 13 de juny de 2015 esdevingué el primer alcalde de Salt del partit ERC. És llicenciat en Psicologia per la UdG i diplomat en Logopèdia per la mateixa Universitat. Va revalidar el càrrec a les eleccions de 2019 i a les de 2023.